# Tesourinha-rosada
A tesourinha-rosada (Tyrannus forficatus) é uma espécie de ave de cauda longa pertencente ao gênero Tyrannus, é aparentada com a tesourinha-do-campo (Tyrannus savana), que habita a América do Sul. Recebe seu nome popular devido à sua longa cauda e por sua plumagem de cor rosa-salmão. A tesourinha-rosada é encontrada na América do Norte e Central e realiza migrações ao longo de sua distribuição.

## Etimologia
O seu antigo nome latim era Muscivora forficata. O antigo nome do gênero Muscivora deriva das palavras latinas 'voar' (musca) e 'devorar' (vorare), enquanto o nome da espécie forficata deriva da palavra latina para 'tesoura' (forfex). A tesourinha-rosada é agora considerada um membro do gênero Tyrannus, o mesmo grupo dos suiriris. Este gênero ganhou esse nome porque várias de suas espécies são extremamente agressivas em seus territórios de reprodução, onde atacam aves maiores, como gralhas, gaviões e corujas.

## Descrição
Os indivíduos adultos têm cabeças e partes do pescoço cinza-claras, dorso branco, flancos rosa-salmão com coberteiras e asas cinza-escuro. As axilas e manchas nas coberteiras inferiores são vermelhas. Suas caudas extremamente longas e bifurcadas, pretas na parte superior e brancas na parte inferior, são características inconfundíveis. Na maturidade, o macho pode ter até 38 cm (15 in) de comprimento, enquanto a cauda da fêmea é até 30% mais curta. A envergadura mede aproximadamente 15 cm (5.9 in) e o peso é de até 43 g (1.5 oz). Aves imaturas são de cor mais opaca e possuem caudas mais curtas.
Constroem um ninho em formato de xícara em árvores ou arbustos isolados, às vezes usando locais artificiais, como postes telefônicos próximos de cidades. O macho realiza uma exibição aérea espetacular, exibindo sua longa cauda. Ambos os pais alimentam os filhotes. Assim como os outros membros do gênero Tyrannus, são muito agressivos na defesa de seu ninho. As ninhadas contêm três a seis ovos.
No verão, as tesourinhas-rosadas se alimentam principalmente de insetos (gafanhotos, moscas e libélulas), que podem ser capturados esperando enquanto aguardam em um poleiro e depois voando para pegá-los. Durante o inverno, algumas bagas também acabam fazendo parte de suas dietas.
Sua área de reprodução é nos estados estadunidenses do Texas, Oklahoma, Kansas; porções ocidentais de Louisiana, Arkansas e Missouri; extremo leste do Novo México  e nordeste do México. Avistamentos relatados registram vagantes ocasionais no extremo norte do Canadá e no extremo leste da Flórida. As tesourinhas-rosadas migram através do Texas e do leste do México para sua área de inverno não reprodutiva, que é do sul do México ao Panamá. Bandos pré-migratórios podem conter até 1.000 aves.
No leste do Arkansas e no oeste do Tennessee, EUA, existe uma zona híbrida entre a tesourinha-rosada e o suiriri-ocidental, que são espécies irmãs simpátricas e ecologicamente semelhantes. Ambas as espécies expandiram simultaneamente suas áreas de reprodução nos últimos 50 anos. 

## Galeria

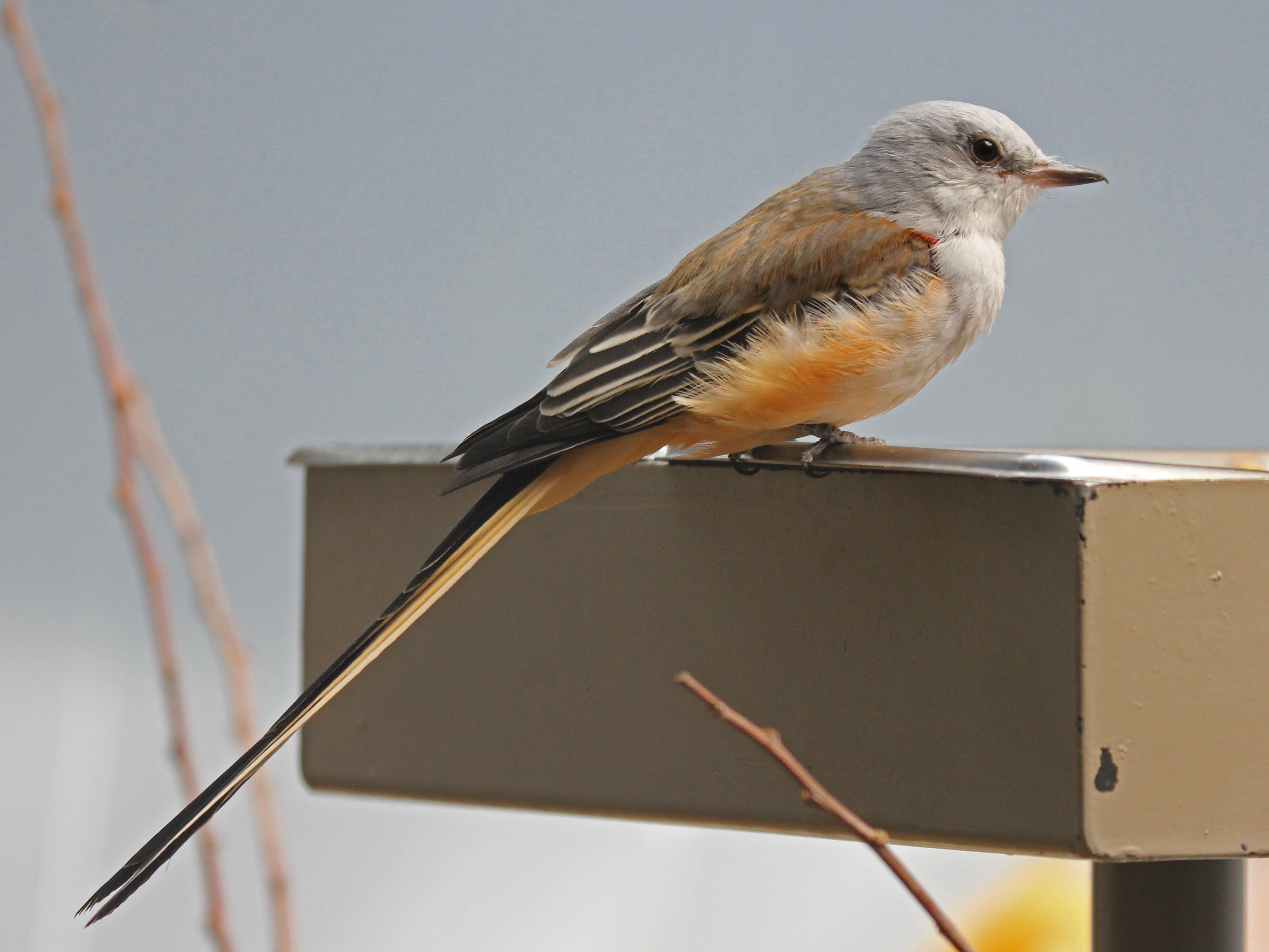
Tesourinha-rosada no Aviário Nacional em Pittsburgh, Pensilvânia
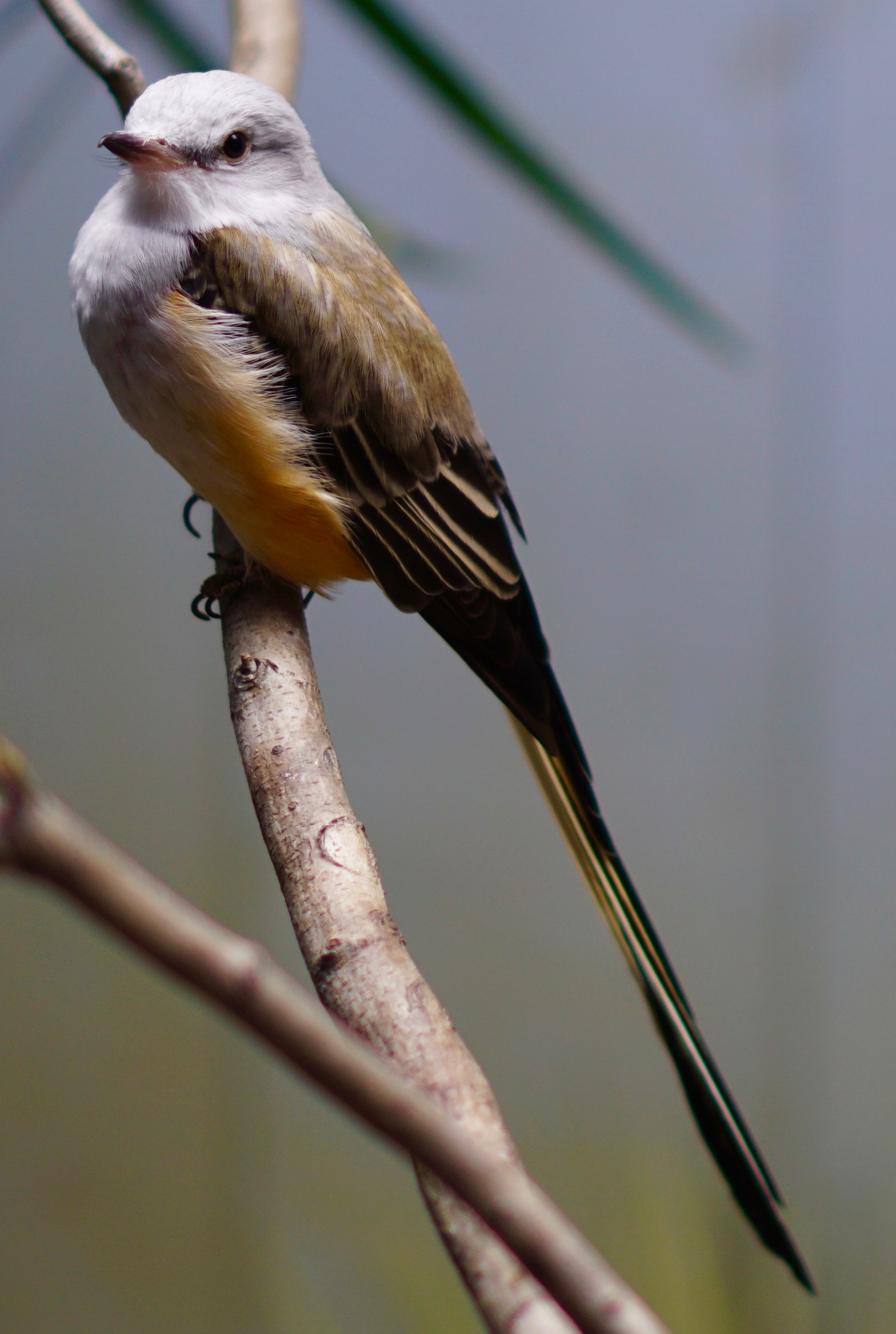
No Aviário Nacional dos Estados Unidos
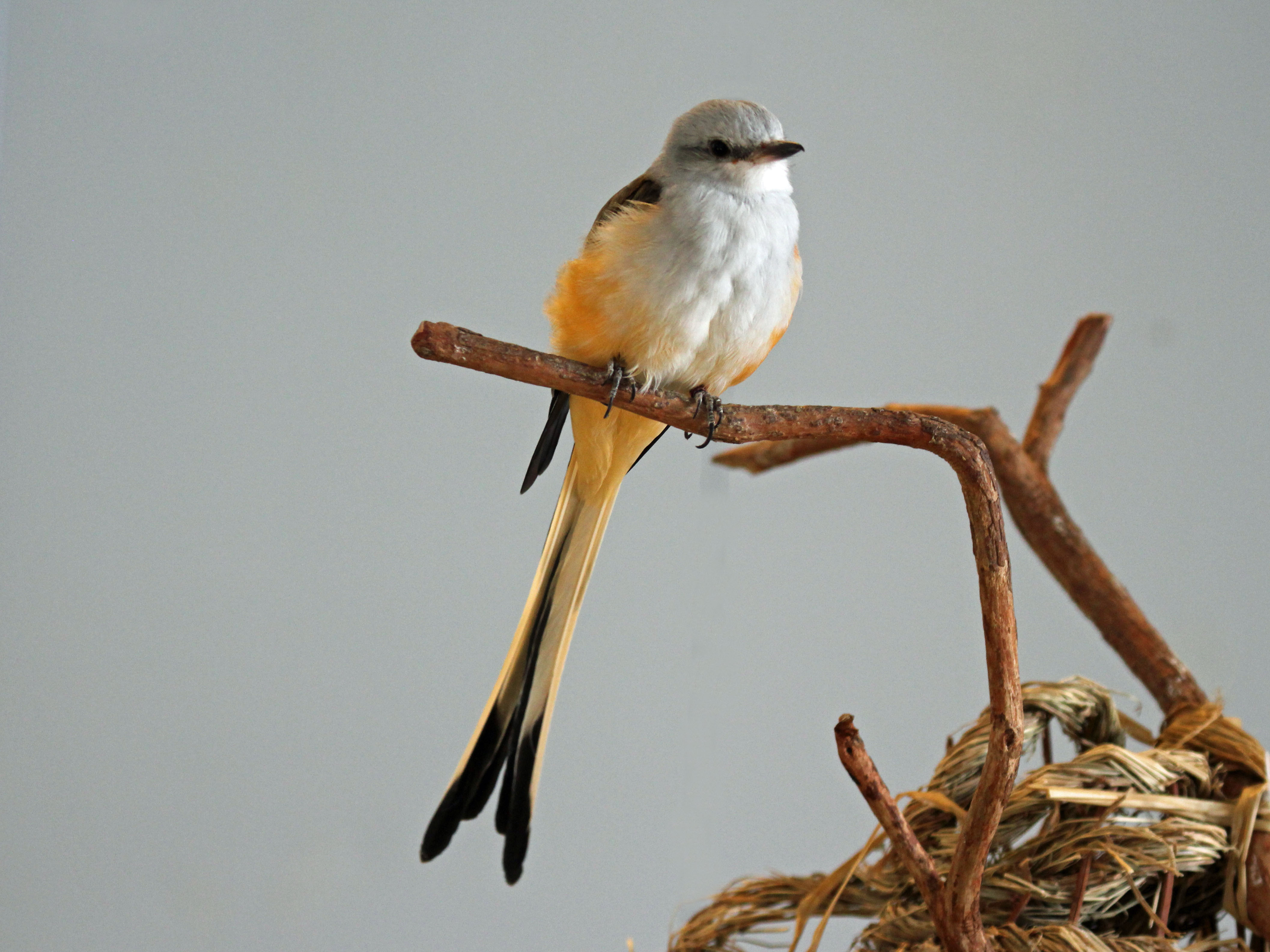
No Aviário Nacional dos Estados Unidos
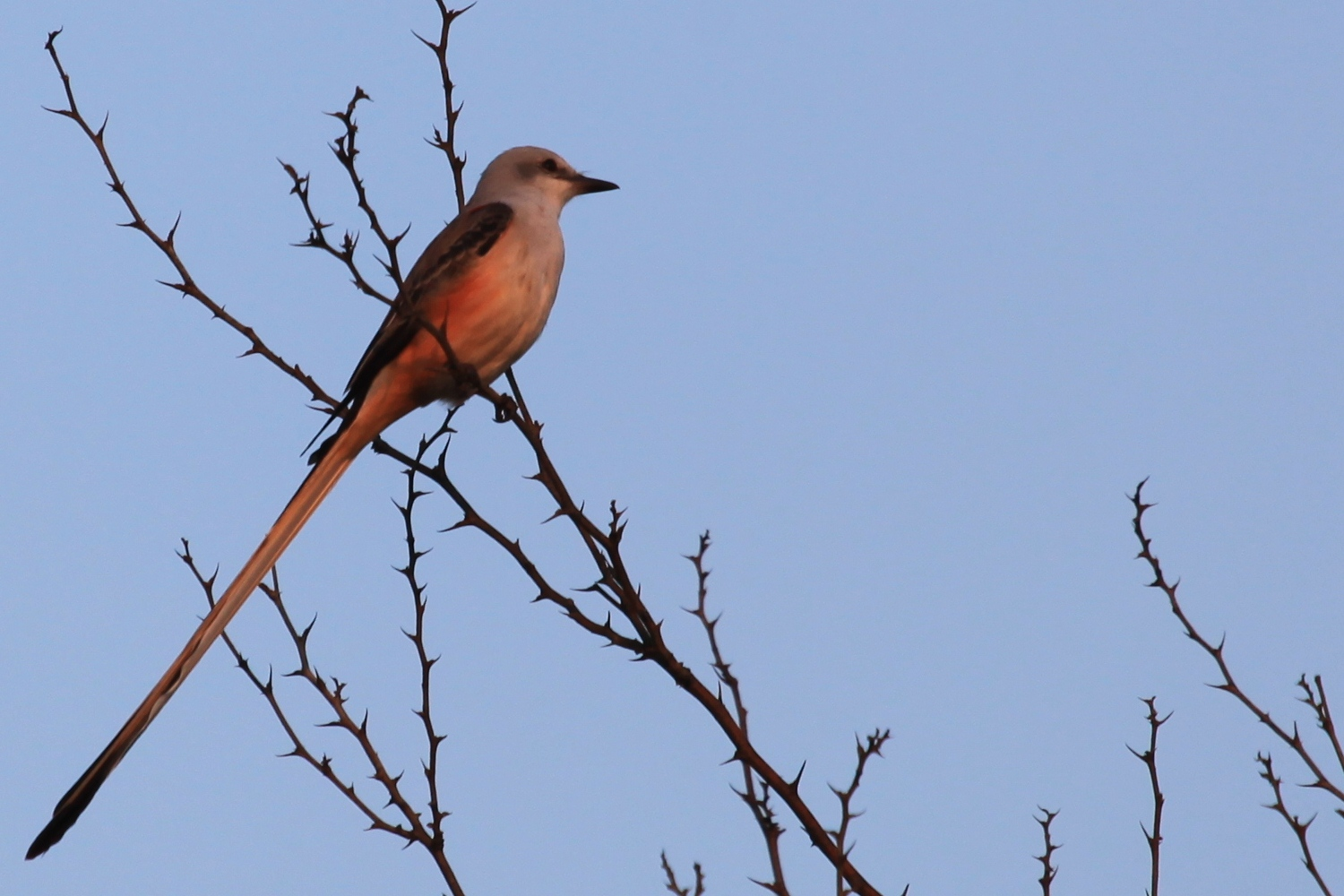
Perto de Tampico, México